# Grete Salus
Grete Salus (* 20. Juni 1910 als Grete Gronner in Böhmisch-Trübau, Österreich-Ungarn; † 2. Februar 1996 in Netanja, Israel) war eine Tänzerin und jüdische Zeitzeugin der Judenverfolgung. Sie hinterließ einen 1945 verfassten Bericht – einen der ersten seiner Art –, ihres Schicksals, der zuletzt 2005 in erweiterter Form in Leipzig erschienen ist.

## Leben
Grete Salus beschäftigte sich nach ihrer Schulzeit mit dem Tanzen, studierte bis 1928 mehrere Jahre an einer Tanzschule bei Mary Wigman in Dresden und wurde später in Prag als Tanzlehrerin tätig, wohin sie mit ihrem Mann, dem Arzt Fritz Salus, den sie 1934 geheiratet hatte, verzogen war.
Nachdem zuvor ein Versuch, nach Indien auszuwandern, gescheitert war, wurde das Ehepaar 1942 ins Ghetto Theresienstadt deportiert, dann am 23. Oktober 1944 ins KZ Auschwitz. Fritz Salus wurde in Auschwitz unmittelbar nach seiner Ankunft vergast. Grete Salus wurde, gemeinsam mit 500 anderen Frauen, nach Oederan, in ein Außenlager des KZ Flossenbürg überstellt und musste dort Zwangsarbeit für die Rüstungsindustrie leisten.
Am 14. April 1945 wurden die Frauen evakuiert und per Zug – in offenen Güterwagen und tagelang ohne jede Nahrung, mit ursprünglichem Ziel Mauthausen – auf Umwegen wieder nach Theresienstadt verbracht, wo sie einen Monat später, zusammen mit 17.000 weiteren Überlebenden, von der Roten Armee befreit wurden.
Nach der Befreiung lebte Grete Salus zunächst wieder in Prag und ging eine Beziehung zu dem KZ-Überlebenden Francis Lanzer (gest. 1956 in Israel) ein, mit dem sie eine Tochter namens Nomi (Nomi Bar-Shavit, geb. 23. September 1947 in Prag) hatte. 1949 zog Grete Salus nach Israel, zunächst zu ihrem Bruder Alfred (Shlomo) Gronner in den Kibbuz Ein-Gev in der Nähe der syrischen Grenze. Ab dem Jahr 1951 arbeitete sie wieder als Tanzlehrerin im Kinder- und Jugenddorf Hadassim, in das vor allem Holocaust-Waisen aufgenommen worden waren. Seit 1965 lebte Grete Salus in Netanja, wo sie weiter als Tanzpädagogin tätig war.
Zitat

„Ich habe Angst vor Menschen. Ich habe vor nichts solche Angst wie vor Menschen.“

## Werke
- Ein Engel war nicht dort. Ein Leben wider den Schatten von Auschwitz. Forum, Leipzig 2005, ISBN 3-931801-52-7.[2]
  - Auszug in: Hans Günther Adler, Hermann Langbein, Ella Lingens-Reiner (Hrsg.): Auschwitz. Zeugnisse und Berichte. 2. revidierte Auflage. Evangelische Verlagsanstalt, Köln 1979, ISBN 3-434-00411-4, S. 92–98.[3]
  - 6. Aufl., mit einem Vorwort zur Editionsgeschichte von Katharina Stengel (= Schriftenreihe. 1520). Bundeszentrale für politische Bildung, Bonn 2014, ISBN 978-3-8389-0520-4, S. 95–100.